# Estèvia
L'estèvia (Stevia rebaudiana) és una espècie pertanyent al gènere Stevia. Aquest gènere recull unes cent cinquanta espècies d'herbes i arbusts de la família dels girasols (Asteraceae), nativa a l'Amèrica del Sud i a l'Amèrica Central subtropical i tropical. La Stevia rebaudiana és anomenada comunament fulla dolça, fulla de sucre, o simplement estèvia i és àmpliament coneguda per les seves fulles dolces. Com a substitut del sucre, el gust de l'estèvia és més suau i dura menys; tot i així el seu extracte pot arribar a tenir un gust amarg o fins i tot deixar un regust de regalèssia en concentracions altes.

## Nomenclatura
El seu nom científic complet és Stevia rebaudiana Bertoni.
La forma catalana del nom d'aquesta planta és l'adaptació del nom científic del gènere. Aquesta adaptació es veu reforçada pel fet que la forma llatinitzada Stevia prové del nom del botànic valencià del segle xvi P.J. Esteve.
En guaraní s'anomena ka'a he'ẽ, "herba dolça".

## Ecologia
- Distribució mundial: La Stevia rebaudiana és originària de la flora sud-americana i es cria espontàniament en l'hàbitat semiàrid de les zones muntanyoses d'Amambay al Paraguai i a les zones adjacents del Brasil. La Stevia rebaudiana ha passat a cultivar-se a extenses àrees de tot el món i de manera més extensiva en països com Xina, Japó, Corea, Tailàndia, Taiwan, Israel, etc.
- Distribució al Principat: No se'n coneix cap plantació a Catalunya, ja que el seu ús no està gaire estès a Europa.
- Hàbitat: Habita en regions semiàrides. En estat silvestre creix en terrenys arenosos, poc fèrtils però amb un bon drenatge. Requereix dies llargs, i molt de sol.

## Descripció

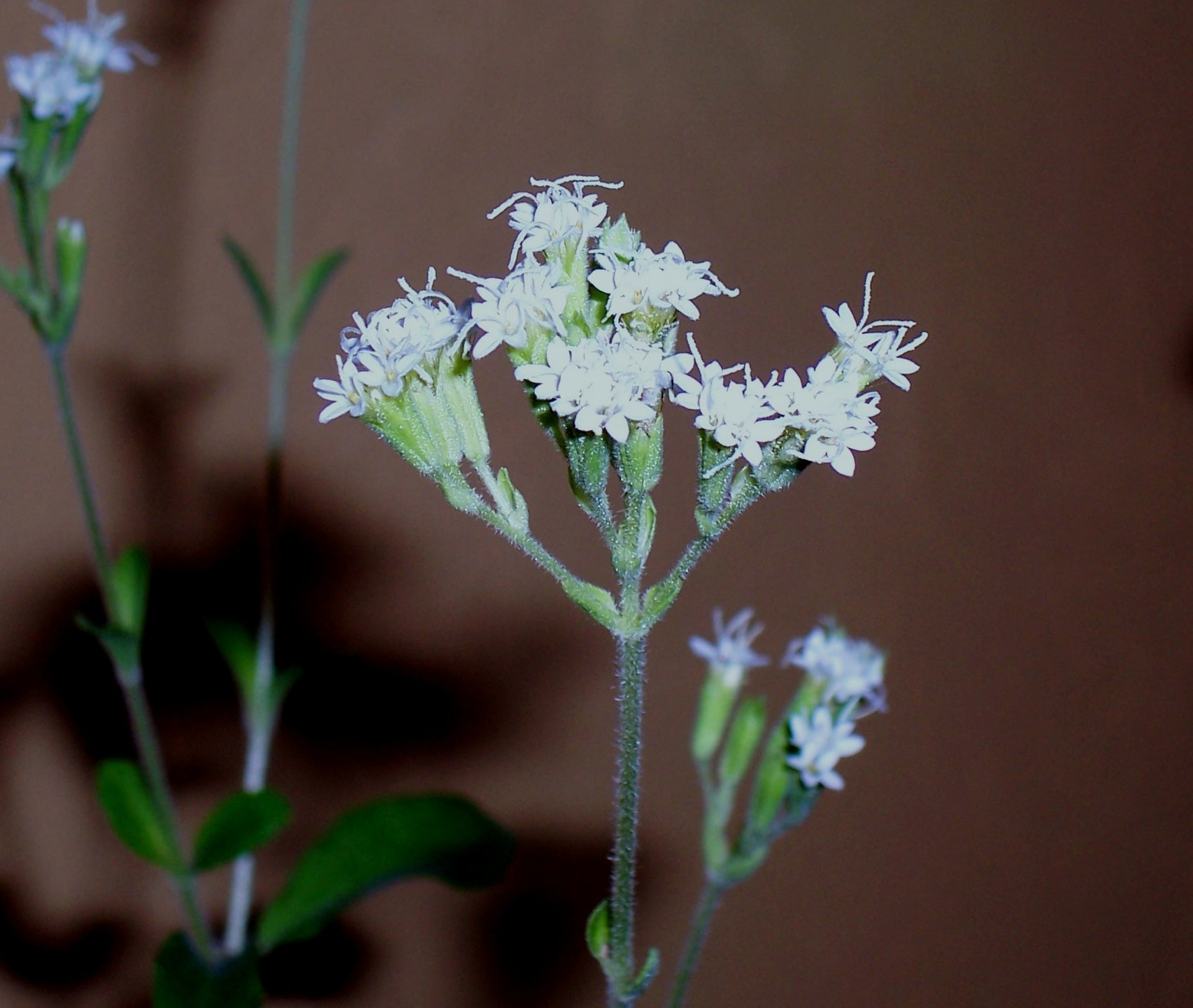
Inflorescència de Stevia rebaudiana

La Stevia rebaudiana és una planta herbàcia perenne que arriba als 90 cm d'altura i es caracteritza per tenir les fulles de color verd brillant, simples, pubescents, el·líptiques, dentades i alternes, les quals mesuren entre 3 i 5 cm de llarg per 1,5 a 2 cm d'amplada. Les tiges són herbàcies, epigees, pubescents i rectes; tendeixen a ramificar-se després del primer cicle vegetatiu i tenen tendència a inclinar-se. Les arrels filiformes són essencialment superficials i tenen suficient força vital per facilitar el rebrot de la planta. Una secció engruixida de l'arrel s'enfonsa a més profunditat. Són fibroses i perennes, i és l'única part de la planta on no hi ha esteviòsids.
És una planta dioica que presenta inflorescència racemosa amb flors petites, tubulars i de color blanc, sense fragància perceptible. S'agrupen en panícules corimboides formades per petits capítols axil·lars que van creixent a poc a poc. Les seves flors les pol·linitzen les abelles. El periant està constituït per un calze dialisèpal i per una corol·la dialipètala. En les nostres latituds no és habitual que doni fruits fèrtils. Els fruits són aquenis dotats d'un vil·là que el vent transporta amb facilitat.
La Stevia rebaudiana pertany a una espècie al·lògama (de fecundació creuada), una propietat molt important des de punt de vista comercial, ja que en la zona d'origen existeixen altres 150 espècies de Stevia que la poden fecundar.

## Farmacologia

L'esteviol és el principi actiu més abundant de la Stevia rebaudiana.

- Part utilitzada (droga): En les fulles es troben els principis actius.
- Composició química:

Heteròsids diterpènics: esteviòsids (6%), dulcòsids, rebaudiòsids A, B, C, D i E. Els esteviòsids fan que les fulles siguin de 10 a 30 vegades més dolces que el sucre. El gust dolç és degut als glicòsids d'esteviol, principalment a l'esteoviòsid i al rebaudiòsid A.
L'esteviòsid és una pols blanca cristal·lina, inodora, no higroscòpica, no fermentable, de gust dolç fins i tot en solucions molt diluïdes i molt soluble en aigua. L'esteviòsid és un edulcorant natural no nitrogenat extremadament dolç. En estat pur és 300 vegades més dolç que la sacarosa. Entre les propietats fisicoquímiques desitjables per a l'elaboració d'aliments podem destacar la resistència a la calor, l'alta solubilitat en aigua i en solucions hidroalcohòliques, la resistència a pH i el fet que no aporta calories.

### Usos medicinals
La Stevia rebaudiana és una planta que regula el sucre de la sang, redueix la pressió arterial i regula l'aparell digestiu en general. També actua favorablement en moltes persones amb ansietat, redueix greix i és diürètica. En infusió, l'estèvia també s'aplica en gàrgares bucals. S'ha observat un efecte similar a altres antisèptics químics com la clorhexidina, que actua com a preventiu de les càries bucals.
Destaquen els efectes que té per a la qualitat de vida dels diabètics, els quals es poden beneficiar de les propietats reguladores dels nivells de sucre a la sang que aporta la ingestió de fulles tendres de la Stevia.
Els estudis mèdics constaten que el principi actiu de la planta indueix a les cèl·lules beta del pàncrees a produir per elles mateixes quantitats importants d'insulina, el qual contribueix a reduir la glucosa en sang que és la causa de la diabetis mellitus 2.

### Accions farmacològiques
Intensament edulcorant (l'esteoviòsid és entre 200 i 300 vegades més dolç que la sacarosa). Laxant osmòtic d'acció suau. Lleugerament hipoglucemiant i hipertensor, antibacterià. Indicat per al restrenyiment. Succedani del sucre pels diabètics.

### Toxicitat
No s'ha observat toxicitat.

## Observacions

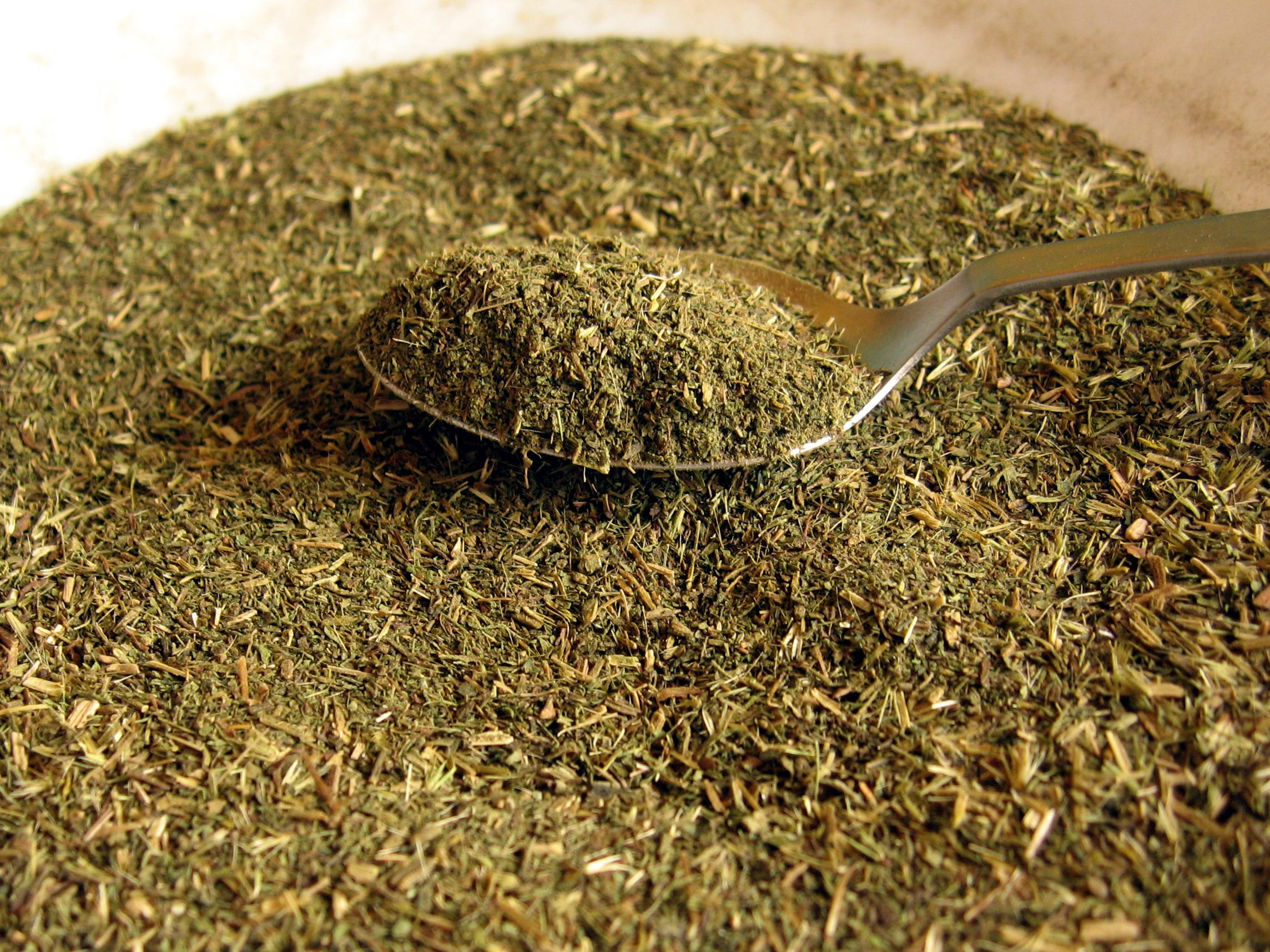
Comercialització de fulles de Stevia rebaudiana

Un dels seus principis actius, l'esteviòsid, té com a principal obstacle per la comercialització el que s'anomena un retrogust que per ser eliminat requereix processos de laboratori costosos. Tot i això, la ingestió de fulles tendres és molt més econòmica i igual de saludable i amb més propietats medicinals que els extractes purificats.

## Història
Aquesta planta era usada en l'època precolombina pels guaranís de la regió, que l'anomenaven herba dolça, i era usada com a edulcorant per al mate i per a altres infusions. Aquesta plantano va cridar l'atenció dels colonitzadors i no va ser fins a la seva identificació pel naturalista paraguaià Moisés de Santiago Bertoni el 1887 que es van descobrir les seves propietats edulcorants. El 1905 es va registrar com a Stevia rebaudiana Bertoni en els llibres internacionals. Tres anys més tard, Juan B. Aranda Jiménez, marit de Vera Bertoni (filla del Dr. Bertoni), a Port Bertoni – Alt Panamà, realitza el primer cultiu extens. El 1921 l'esteviòsid es registra com una substància 300 vegades més dolça que el sucre davant la Unió Química Internacional. Més tard s'obtenen preparats per diabètics i també es realitzen investigacions sobre l'estructura química de l'estèvia als Estats Units. El 1959 es planta al Jardí Botànic de Rio de Janeiro, es porten altres espècies a São Paulo i allí comencen els estudis dels diversos laboratoris del Brasil i del món.
El 1966 comença al Paraguai la venda de "kaá-heé", en fulles, sota el nom de "Dulce té del Paraguai" del senyor De Gásperi. A partir d'aquests anys s'intensifica la investigació de l'estèvia a països d'arreu del món, però sobretot comença el gran avenç al Japó. Se n'estudien tots els principis actius, se'n comprova la innocuïtat i allí la indústria japonesa n'inicia el processament en massa, que continua favorablement fins a l'actualitat. El 1993 s'incorpora l'esteviòsid al Codi Alimentari Nacional. El setembre del 1995 la Food and Drug Administration (FDA) dels EUA va aprovar l'estèvia, autoritzant-ne la venda només a les botigues naturistes, a fi de no interferir amb els interessos de les indústries productores d'edulcorants artificials. Aquest recorregut de la Stevia rebaudiana té com a objectiu demostrar-ne els usos tradicionals, tot i resultar desconeguda per infinitat de persones. Quan va morir Bertoni, les investigacions les va continuar l'agrònom Juan B. Aranda Jiménez (gendre del Dr. Bertoni). Per falta d'una producció massiva i organitzada no van convèncer els països industrialitzats d'importar la planta, per temor que no hi hagi prou matèria primera per satisfer les demandes que es creïn en el futur.

### Cultiu
Stevia rebaudiana creix en terrenys arenosos i poc fèrtils, i és plurianual, de manera que cada primavera rebroten nous i nombrosos brots des de sota les arrels. És necessari reproduir aquesta planta per esqueixos, durant la primavera i mitjans d'agost. D'una planta que rebroti durant la primavera se'n poden obtenir de 200 a 500 plantes, esqueixant contínuament. La recol·lecció de fulles (droga de la planta) es fa justament abans de la floració, per tal de mantenir la màxima concentració possible de principis actius. Amb un bon adob orgànic és suficient una aplicació a l'any i a l'inici de la primavera, i si utilitzem adob mineral o químic s'haurà d'aplicar cada 30 dies i sempre dos mesos després del trasplantament. Aquesta planta és molt resistent als fongs i als insectes, per tant, l'ús d'insecticides serà mínim, cosa que ens permetrà extreure el màxim partit de la planta sense preocupar-nos de les possibles toxicitats produïdes per un suposat tractament amb insecticides o antifúngics.